# Phyllothelys
Phyllothelys es un género de mantis (insecto del orden Mantodea) de la familia Mantidae. Es originario de Asia.

## Especies
- Phyllothelys bakeri Werner, 1922
- Phyllothelys breve Wang, 1993
- Phyllothelys cornutus Zhang, 1988
- Phyllothelys decipiens Giglio-Tos, 1915
- Phyllothelys hepaticus Zhang, 1988
- Phyllothelys jianfenglingensis Hua, 1984
- Phyllothelys mitratum Rehn, 1904
- Phyllothelys paradoxum Wood-Mason, 1885
- Phyllothelys robusta Niu & Liu, 1998
- Phyllothelys sinensis Ouchi, 1938
- Phyllothelys taprobanae Wood-Mason, 1889
- Phyllothelys werneri Karny, 1915
- Phyllothelys westwoodi Wood-Mason, 1876